# Patellarreflex

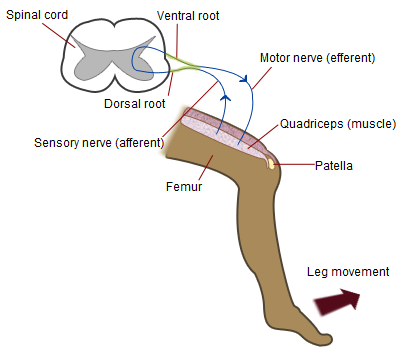
patellarreflexen

Patellarreflex eller knäreflex är en reflex som innebär att när ett lätt slag träffar strax under knäskålen så sträcks benet ut. Det är en monosynaptisk reflex. 